# Fujifabric
Fujifabric (フジファブリック Fujifaburikku?) es una banda de rock japonesa formada en el año 2000. Si bien su música se puede clasificar principalmente como rock alternativo o power pop, su música generalmente consiste en una mezcla ecléctica de géneros, que incluyen jazz, disco y rock progresivo.

## Origen del nombre
Antes de que la banda hiciera su debut formal, originalmente se los conocía como Fuji Fabric (富士ファブリック Fuji Faburikku?), en homenaje a la empresa textil que poseía el padre del antiguo baterista de la banda, Takayuki Watanabe. Justo antes de mudarse a Tokio y reformar la banda, la ortografía se cambió a Fujifabric (フジファブリック Fujifaburikku?).

## Historia

### Formación y periodo indie (2000-2004)
Originalmente, siendo una banda de covers formada por varios amigos de la escuela secundaria, Fujifabric fue fundada por Masahiko Shimura y Takayuki Watanabe. Después de graduarse de la escuela secundaria, los nativos de Fujiyoshida, Yamanashi comenzaron a tomar sus intereses musicales más en serio y se mudaron a Tokio, y reclutaron a Sachiko Tadokoro, Yūichi Katō y Akira Hagiwara para la banda.
La primera actuación de Fujifabric fue en octubre de 2001 en el Club Eggsite (ahora conocido como Shibuya Eggman). Después de tocar con éxito en varios clubes, Fujifabric firmó con Song-Crux. Antes del lanzamiento de su miniálbum debut, el guitarrista a la carta Akira Hagiwara y el bajista Yūichi Katō dejaron la banda, y pronto la teclista Sachiko Tadokoro, dejando a Shimura y Watanabe. Daisuke Kanazawa y Shinichi Katō fueron reclutados para la banda y en junio de 2003 la banda lanzó su segundo miniálbum À la mode.

### Grandes álbumes y pausa (2004-2010)
La banda pronto llamó la atención de varios sellos discográficos importantes y se produjo una guerra de ofertas por la banda; finalmente en 2004 Fujifabric firmó con Toshiba-EMI y Sōichirō Yamauchi se incorporó a la banda como guitarrista principal. En enero de 2004, el miembro fundador original Takayuki Watanabe dejó la banda debido a diferencias creativas; en consecuencia, Fusafumi Adachi se unió y asumió el cargo de baterista. En febrero de 2004, Fujifabric completó la trilogía "À la.." y lanzó su primer lanzamiento importante, EP À la molto.
Fujifabric lanzó su primer álbum de estudio completo (y homónimo) el 10 de noviembre de 2004, y alcanzó el puesto No.17 en la lista Oricon de Japón.
En 2005, la banda lanzó tres sencillos más, incluidos el popular "Ginga" y "Akaneiro no Yūhi", este último que incluía la canción "Shinkirō" y se utilizó como tema final en la película Scrap Heaven. En noviembre de 2005, Fujifabric lanzó su segundo álbum completo, Fab Fox, que llegó a la cima en el No.8 en las listas de Oricon, vendiendo 13,152 unidades en su primera semana.
Después de una pausa de dos años, Fujifabric lanzó el sencillo "Aoi Tori", que alcanzó el puesto No.9 en el Oricon Chart y fue el tema final de la película Nightmare Detective. El siguiente sencillo de la banda, "Surfer King", contó con Masahiko Kitahara, Nargo y Gamo de la Tokyo Ska Paradise Orchestra, y marcó la primera colaboración de Fujifabric. Las pistas se incluyeron en el tercer álbum de estudio de Fujifabric, Teenager. El álbum salió el 3 de enero de 2008 y alcanzó el puesto No.11. Su segundo sencillo más reciente, titulado "Sugar!!" se utilizó como tema musical para las transmisiones de Nippon Professional Baseball de J-Sports para la temporada 2010.
El 24 de diciembre de 2009, la vocalista Masahiko Shimura murió por causas desconocidas. Su último álbum como vocalista principal, titulado Music, fue lanzado el 28 de julio de 2010.

### Concierto conmemorativo, cambio de sello y nuevo vocalista (2010-presente)
A pesar de la muerte de su cantante principal, la banda continuó con los tres miembros restantes. En 2010, la banda cambió de EMI Music Japan a Sony Music Associated Records. Los tres miembros restantes realizaron un concierto conmemorativo en agosto de 2010, Fujifabric Presents Fuji Fuji Fuji Q, que contó con muchos amigos de la banda como vocalistas principales, incluidos Quruli, Kishidan, Puffy, Tamio Okuda, Polysics y más. El DVD y Blu-ray de este concierto fue lanzado el 20 de julio de 2011. En agosto de 2011, anunciaron que su sexto álbum, titulado Star, se lanzaría el 21 de septiembre con el guitarrista principal Sōichirō Yamauchi como nuevo vocalista.
La pista principal de su duodécimo sencillo, "Tsuredure Monochrome / Ryūsenkei" (徒然モノクローム / 流線形 Tsuredure Monokurōmu / Ryūsenkei?), lanzado el 15 de mayo de 2012, fue la canción de apertura del anime Tsuritama. La edición limitada de este sencillo incluye un DVD en vivo con la alineación actual de las pistas de interpretación de Fujifabric de Star.
Su último álbum, Voyager, fue lanzado el 6 de marzo de 2013. Uno de los sencillos que promocionan el álbum, "Small World", se utilizó como la cuarta apertura del anime Uchū Kyōdai.
En 2014 lanzaron dos canciones que aparecieron en el anime: "Life" para la segunda temporada de Silver Spoon y "Blue" para el anime Ao Haru Ride.

## Miembros

### Actuales
Daisuke Kanazawa (金澤ダイスケ Kanazawa Daisuke?, nacido el 9 de febrero de 1980 en Ibaraki, Japón) se unió a la banda en enero de 2003, reemplazando al ex teclista.
Shinichi Katō (加藤慎一 Katō Shinichi?, nacido el 2 de agosto de 1980 in Ishikawa, Japón) se unió a la banda al mismo tiempo que Kanazawa, en enero de 2003. Es el bajista de la banda.
Sōichirō Yamauchi (山内総一郎 Yamauchi Sōichirō?, nacido el 25 de octubre de 1981 en Osaka, Japón) se unió a Fujifabric en enero de 2004 como guitarrista principal y asumió la voz principal tras la muerte de Shimura.

### Anteriores
Masahiko Shimura (志村正彦 Shimura Masahiko?, nacido el 10 de julio de 1980 en Yamanashi, Japón) era el único miembro original que quedaba de Fujifabric, era el letrista, vocalista principal y guitarrista rítmico del grupo. Murió el 24 de diciembre de 2009 de una dolencia desconocida.
Fusafumi Adachi (足立房文 Adachi Fusafumi?, nacido el 14 de mayo de 1980 en Adachi-ku, Tokio, Japón) se unió a Fujifabric en enero de 2004 como baterista. Era un empleado de la oficina individual kuronekodow de Ringo Shiina antes de unirse. Dejó la banda el 27 de marzo de 2006 y ahora es el líder de su banda "Marvelous".

### De apoyo
Hiroshi Kido (城戸紘志 Kido Hiroshi?, nacido el 27 de julio de 1981 en Kioto, Japón) - baterista de JUDE y unkie de Kenichi Asai.
Toshiki Hata (畑利樹 Hata Toshiki?, nacido el 5 de octubre de 1976 en Shimane, Japón) - baterista de Tokyo Jihen.
Ryōta Sakakibara (榊原良太 Sakakibara Ryōta?, nacido en Kioto, Japón)

## Discografía
- Fujifabric (2004)
- Fab Fox (2005)
- Teenager (2008)
- Chronicle (2009)
- Music (2010)
- Star (2011)
- Voyager (2013)
- Life (2014)
- Stand!! (2016)
- F (2019)
- I Love You (2021)

### Miniálbumes
- A la carta (2002)
- À la mode (2003)
- À la molto (2004)

### Compilaciones
- Singles 2004-2009 (2010)

### Sencillos
- "Sakura no Kisetsu" (2004)
- "Kagerō" (2004)
- "Akakiiro no Kinmokusei" (2004)
- "Ginga" (2005)
- "Niji" (2005)
- "Akaneiro no Yūhi" (2005)
- "Yaon Live Vol. 1" (2006, descarga digital)
- "Yaon Live Vol. 2" (2006, descarga digital)
- "Aoi Tori" (2007)
- "Surfer King" (2007)
- "Passion Fruit" (2007)
- "Wakamono no Subete" (2007)
- "Sugar!!" (2009)
- "Tsuredure Monochrome / Ryūsenkei" (2012)
- "Light Flight" (2012)
- "Small World" (2013)
- "LIFE" (2014)
- "Blue/WIRED" (2014)
- "Polaris" (2016)
- "Super!!" (2016)
- "Golden Time" (2019)
- "Rakuen (Fujifabric single)" (2021)